# David Moravec
David Moravec (* 24. März 1973 in Opava, Tschechoslowakei) ist ein tschechischer Eishockeyspieler, der über viele Jahre für den HC Vítkovice in der tschechischen Extraliga aktiv war. In seiner langjährigen Karriere hat er zudem ein Spiel für die Buffalo Sabres in der National Hockey League absolviert.

## Karriere
David Moravec begann seine Karriere beim HC Vítkovice, für den er in der Saison 1994/95 sein Debüt in der tschechischen Extraliga gab. Er blieb seinem Verein bis 1999 treu und verbesserte sein Spiel von Jahr zu Jahr. 1997 wurde der HC Vítkovice tschechischer Vizemeister hinter dem HC Vsetín. In der folgenden Spielzeit wurde Moravec Topscorer der Extraliga und die Mannschaft erreichte den dritten Ligaplatz.
Erst im Alter von 25 Jahren wurde Moravec beim NHL Entry Draft 1998 von den Buffalo Sabres in der achten Runde an 218. Stelle ausgewählt. Allerdings wechselte er nicht sofort nach Nordamerika, sondern spielte noch die Saison 1998/99 für seinen Heimatklub. Im Sommer 1999 wechselte er dann zu den Sabres, kehrte aber schon nach einem NHL-Spiel nach Vítkovice zurück. In der Saison 2001/02 wurde er mit dem HC Vítkovice erneut Vizemeister, nachdem die Mannschaft im Playoff-Finale am HC Sparta Prag gescheitert war.
Nach einem einjährigen Gastspiel bei Lokomotive Jaroslawl in der russischen Superliga kehrte Moravec in die Extraliga zurück und spielte wieder für Vítkovice und beim ab 2005 für den HC Lasselsberger Plzeň. Am Ende der Saison 2005/06 wurde er vom damaligen schwedischen Zweitligisten Malmö Redhawks verpflichtet, mit dem er in den Kvalserien den Aufstieg in die Elitserien realisierte.
In der folgenden Saison absolvierte Moravec dann 30 Spiele für die Malmö Redhawks in der Elitserien. Mitte der Saison 2006/07 wechselte er zum HPK Hämeenlinna in die finnische SM-liiga, wo er mit seinem neuen Team das Playoff-Halbfinale erreichte. 
Im Juli 2007 gab der DEL-Aufsteiger Grizzly Adams Wolfsburg die Verpflichtung von David Moravec bekannt. EHC-Sportdirektor Karl-Heinz Fliegauf sagte über Moravec: „David hat seine internationale Klasse bereits über viele Jahre hinweg beständig unter Beweis gestellt. Egal ob in seiner Heimat Tschechien, in Russland, Schweden oder wie zuletzt in Finnland. Er sucht noch einmal eine neue Herausforderung und will seine Klasse auch in der DEL zeigen. Er ist ein Spieler, der auf Grund seiner spielerischen Klasse universal einsetzbar ist. Ich bin mir sicher, dass er auch bei uns ein wichtiger Eckpfeiler unserer Mannschaft sein wird. Mit seiner profihaften Einstellung wird David zudem ein Vorbild für unsere jüngeren Spieler sein, die sicher einiges von ihm lernen können.“
Nach nur 24 Spielen für die Grizzlies wurde sein Vertrag aufgelöst und Moravec wechselte zurück nach Tschechien zum HC Oceláři Třinec. Im Oktober 2009 wurde er an den HC Havířov ausgeliehen, um Spielpraxis zu sammeln. Er absolvierte außerdem einige Spiele für Hokej Šumperk 2003, bevor er zum MHk 32 Liptovský Mikuláš in die slowakische Extraliga wechselte. Da der MHk 32 am Saisonende abstieg, suchte Moravec erneut einen neuen Verein und ging in elf Spielen der folgenden Spielzeit für den HK Nitra aufs Eis, bevor er erneut entlassen wurde. Die Saison 2010/11 beendete er in der dritten tschechischen Spielklasse, der 2. národní hokejová liga, beim HC Orlová.

### International
David Moravec hat im Laufe seiner Karriere an allen großen internationalen Titelkämpfen teilgenommen. Mit der tschechischen Nationalmannschaft gewann er zwei Gold- und eine Bronzemedaillen bei Weltmeisterschaften. Der größte Erfolg seiner Karriere war der Gewinn der Goldmedaille bei den Olympischen Winterspielen 1998 in Nagano.
Sein wichtigstes Tor im Nationaldress war das spielentscheidende Tor im Finale der Weltmeisterschaft gegen Finnland bei der Eishockey-Weltmeisterschaft der Herren 2001 in Hannover, als er in der elften Minute der Verlängerung den Puck zum 3:2 versenkte.

## Karrierestatistik
(Legende zur Spielerstatistik: Sp oder GP = absolvierte Spiele; T oder G = erzielte Tore; V oder A = erzielte Assists; Pkt oder Pts = erzielte Scorerpunkte; SM oder PIM = erhaltene Strafminuten; +/− = Plus/Minus-Bilanz; PP = erzielte Überzahltore; SH = erzielte Unterzahltore; GW = erzielte Siegtore; 1 Play-downs/Relegation; Kursiv: Statistik nicht vollständig)

## Erfolge und Auszeichnungen
- Gewinn der Weltmeisterschaft 1999 und 2001
- Bronzemedaille bei den Weltmeisterschaften 1997 und 1998
- 1998: Olympiasieger im Eishockey
- Topscorer der Extraliga 1997/98
- 2006: Gewinn der Kvalserien und Aufstieg in die Elitserien mit den Malmö Redhawks
- 2022: Aufnahme in die Tschechische Eishockey-Ruhmeshalle